# Puchar Świata w łyżwiarstwie szybkim 1998/1999
Puchar Świata w łyżwiarstwie szybkim 1998/1999 był 14. edycją tej imprezy. Cykl rozpoczął się 14 listopada 1998 roku w norweskim Hamar, a zakończył 7 marca 1999 roku w niemieckim Inzell.
Puchar Świata rozgrywano w 9 miastach, w 8 krajach, na 3 kontynentach. 
Wśród kobiet triumfowały: Kanadyjka Catriona Le May Doan na 500 m oraz Niemki Monique Garbrecht na 1000 m i Gunda Niemann-Stirnemann na 1500 m i w klasyfikacji 3000/5000 m. Wśród mężczyzn zwyciężali: Kanadyjczyk Jeremy Wotherspoon na 500 m i 1000 m, Norweg Ådne Søndrål na 1500 m oraz Belg Bart Veldkamp w klasyfikacji 5000/10 000 m.

## Medaliści zawodów

### Kobiety

#### Wyniki
| Data                 | Miejsce                                                        | Konkurencja                                                    | Zwycięzca                                                      | 2. miejsce                                                     | 3. miejsce                                                     |
| -------------------- | -------------------------------------------------------------- | -------------------------------------------------------------- | -------------------------------------------------------------- | -------------------------------------------------------------- | -------------------------------------------------------------- |
| 14-15 listopada 1998 | Hamar                                                          | 3000 m (14 listopada)                                          | Gunda Niemann-Stirnemann                                       | Claudia Pechstein                                              | Tonny de Jong                                                  |
| 14-15 listopada 1998 | Hamar                                                          | 1500 m (15 listopada)                                          | Gunda Niemann-Stirnemann                                       | Chris Witty                                                    | Claudia Pechstein                                              |
| 21-22 listopada 1998 | Heerenveen                                                     | 5000 m (21 listopada)                                          | Gunda Niemann-Stirnemann                                       | Carla Zijlstra                                                 | Claudia Pechstein                                              |
| 21-22 listopada 1998 | Heerenveen                                                     | 1500 m (22 listopada)                                          | Claudia Pechstein                                              | Tonny de Jong                                                  | Chris Witty                                                    |
| 12-13 grudnia 1998   | Nagano                                                         | 500 m (12 grudnia)                                             | Catriona Le May Doan                                           | Eriko Sanmiya                                                  | Swietłana Żurowa                                               |
| 12-13 grudnia 1998   | Nagano                                                         | 1000 m (12 grudnia)                                            | Catriona Le May Doan                                           | Eriko Sanmiya                                                  | Monique Garbrecht Chris Witty                                  |
| 12-13 grudnia 1998   | Nagano                                                         | 500 m (13 grudnia)                                             | Catriona Le May Doan                                           | Eriko Sanmiya                                                  | Monique Garbrecht                                              |
| 12-13 grudnia 1998   | Nagano                                                         | 1000 m (13 grudnia)                                            | Tonny de Jong                                                  | Monique Garbrecht                                              | Annamarie Thomas                                               |
| 19-20 grudnia 1998   | Chuncheon                                                      | 500 m (19 grudnia)                                             | Monique Garbrecht                                              | Catriona Le May Doan                                           | Eriko Sanmiya                                                  |
| 19-20 grudnia 1998   | Chuncheon                                                      | 1000 m (19 grudnia)                                            | Monique Garbrecht                                              | Chris Witty                                                    | Eriko Sanmiya                                                  |
| 19-20 grudnia 1998   | Chuncheon                                                      | 500 m (20 grudnia)                                             | Catriona Le May Doan                                           | Eriko Sanmiya                                                  | Monique Garbrecht                                              |
| 19-20 grudnia 1998   | Chuncheon                                                      | 1000 m (20 grudnia)                                            | Chris Witty                                                    | Monique Garbrecht                                              | Catriona Le May Doan                                           |
| 8-10 stycznia 1999   | 96. mistrzostwa Europy w wieloboju 1999 – Heerenveen           | 96. mistrzostwa Europy w wieloboju 1999 – Heerenveen           | 96. mistrzostwa Europy w wieloboju 1999 – Heerenveen           | 96. mistrzostwa Europy w wieloboju 1999 – Heerenveen           | 96. mistrzostwa Europy w wieloboju 1999 – Heerenveen           |
| 20-21 stycznia 1999  | 30. Mistrzostwa świata w wieloboju sprinterskim 1999 – Calgary | 30. Mistrzostwa świata w wieloboju sprinterskim 1999 – Calgary | 30. Mistrzostwa świata w wieloboju sprinterskim 1999 – Calgary | 30. Mistrzostwa świata w wieloboju sprinterskim 1999 – Calgary | 30. Mistrzostwa świata w wieloboju sprinterskim 1999 – Calgary |
| 23-24 stycznia 1999  | Innsbruck                                                      | 3000 m (23 stycznia)                                           | Gunda Niemann-Stirnemann                                       | Claudia Pechstein                                              | Barbara de Loor                                                |
| 23-24 stycznia 1999  | Innsbruck                                                      | 1500 m (24 stycznia)                                           | Gunda Niemann-Stirnemann                                       | Claudia Pechstein                                              | Tonny de Jong                                                  |
| 26-27 stycznia 1999  | Collalbo                                                       | 500 m (26 stycznia)                                            | Sabine Völker                                                  | Tomomi Okazaki                                                 | Andrea Nuyt                                                    |
| 26-27 stycznia 1999  | Collalbo                                                       | 1000 m (26 stycznia)                                           | Chris Witty                                                    | Monique Garbrecht                                              | Sabine Völker                                                  |
| 26-27 stycznia 1999  | Collalbo                                                       | 500 m (27 stycznia)                                            | Tomomi Okazaki                                                 | Monique Garbrecht                                              | Catriona Le May Doan                                           |
| 26-27 stycznia 1999  | Collalbo                                                       | 1000 m (27 stycznia)                                           | Chris Witty                                                    | Monique Garbrecht                                              | Tomomi Okazaki Marianne Timmer                                 |
| 30-31 stycznia 1999  | Berlin                                                         | 3000 m (30 stycznia)                                           | Gunda Niemann-Stirnemann                                       | Claudia Pechstein                                              | Nami Nemoto                                                    |
| 30-31 stycznia 1999  | Berlin                                                         | 500 m (30 stycznia)                                            | Catriona Le May Doan                                           | Tomomi Okazaki                                                 | Monique Garbrecht                                              |
| 30-31 stycznia 1999  | Berlin                                                         | 1500 m (31 stycznia)                                           | Gunda Niemann-Stirnemann                                       | Claudia Pechstein                                              | Annamarie Thomas                                               |
| 30-31 stycznia 1999  | Berlin                                                         | 1000 m (31 stycznia)                                           | Marianne Timmer                                                | Chris Witty                                                    | Monique Garbrecht                                              |
| 6-7 lutego 1999      | 93. mistrzostwa świata w wieloboju 1999 – Hamar                | 93. mistrzostwa świata w wieloboju 1999 – Hamar                | 93. mistrzostwa świata w wieloboju 1999 – Hamar                | 93. mistrzostwa świata w wieloboju 1999 – Hamar                | 93. mistrzostwa świata w wieloboju 1999 – Hamar                |
| 27-28 lutego 1999    | Roseville                                                      | 500 m (27 lutego)                                              | Swietłana Żurowa                                               | Monique Garbrecht                                              | Catriona Le May Doan                                           |
| 27-28 lutego 1999    | Roseville                                                      | 1000 m (27 lutego)                                             | Monique Garbrecht                                              | Catriona Le May Doan                                           | Marianne Timmer                                                |
| 27-28 lutego 1999    | Roseville                                                      | 500 m (28 lutego)                                              | Swietłana Żurowa                                               | Catriona Le May Doan                                           | Tomomi Okazaki                                                 |
| 27-28 lutego 1999    | Roseville                                                      | 1000 m (28 lutego)                                             | Monique Garbrecht                                              | Catriona Le May Doan                                           | Aki Tonoike                                                    |
| 6-7 marca 1999       | Inzell                                                         | 3000 m (6 marca)                                               | Gunda Niemann-Stirnemann                                       | Tonny de Jong                                                  | Claudia Pechstein                                              |
| 6-7 marca 1999       | Inzell                                                         | 1500 m (7 marca)                                               | Gunda Niemann-Stirnemann                                       | Tonny de Jong Marieke Wijsman                                  |                                                                |
| 12-14 marca 1999     | 4. mistrzostwa świata na dystansach 1999 – Heerenveen          | 4. mistrzostwa świata na dystansach 1999 – Heerenveen          | 4. mistrzostwa świata na dystansach 1999 – Heerenveen          | 4. mistrzostwa świata na dystansach 1999 – Heerenveen          | 4. mistrzostwa świata na dystansach 1999 – Heerenveen          |

#### Klasyfikacje
| Lp. | Zawodnik             | Punkty |
| --- | -------------------- | ------ |
| 1.  | Catriona Le May Doan | 455    |
| 2.  | Monique Garbrecht    | 372    |
| 3.  | Eriko Sanmiya        | 369    |
| 4.  | Tomomi Okazaki       | 359    |
| 5.  | Swietłana Żurowa     | 277    |
| 6.  | Andrea Nuyt          | 225    |
| 7.  | Aki Tonoike          | 216    |
| 8.  | Edel Therese Høiseth | 186    |
| 9.  | Chris Witty          | 172    |
| 10. | Marianne Timmer      | 168    |

| Lp. | Zawodnik             | Punkty |
| --- | -------------------- | ------ |
| 1.  | Monique Garbrecht    | 470    |
| 2.  | Chris Witty          | 415    |
| 3.  | Catriona Le May Doan | 361    |
| 4.  | Eriko Sanmiya        | 278    |
| 5.  | Aki Tonoike          | 271    |
| 6.  | Tomomi Okazaki       | 242    |
| 7.  | Marianne Timmer      | 228    |
| 8.  | Amy Sannes           | 171    |
| 9.  | Andrea Nuyt          | 170    |
| 10. | Edel Therese Høiseth | 164    |

| Lp. | Zawodnik                 | Punkty |
| --- | ------------------------ | ------ |
| 1.  | Gunda Niemann-Stirnemann | 258    |
| 2.  | Claudia Pechstein        | 227    |
| 3.  | Tonny de Jong            | 221    |
| 4.  | Jennifer Rodriguez       | 169    |
| 5.  | Maki Tabata              | 154    |
| 6.  | Marieke Wijsman          | 142    |
| 7.  | Annamarie Thomas         | 133    |
| 8.  | Emese Hunyady            | 133    |
| 9.  | Chris Witty              | 111    |
| 10. | Marianne Timmer          | 96     |

| Lp. | Zawodnik                 | Punkty |
| --- | ------------------------ | ------ |
| 1.  | Gunda Niemann-Stirnemann | 300    |
| 2.  | Claudia Pechstein        | 240    |
| 3.  | Carla Zijlstra           | 186    |
| 4.  | Renate Groenewold        | 173    |
| 5.  | Jennifer Rodriguez       | 172    |
| 6.  | Tonny de Jong            | 147    |
| 7.  | Maki Tabata              | 135    |
| 8.  | Barbara de Loor          | 117    |
| 9.  | Ulrike Adeberg           | 99     |
| 10. | Nami Nemoto              | 82     |

### Mężczyźni

#### Wyniki
| Data                 | Miejsce                                                        | Konkurencja                                                    | Zwycięzca                                                      | 2. miejsce                                                     | 3. miejsce                                                     |
| -------------------- | -------------------------------------------------------------- | -------------------------------------------------------------- | -------------------------------------------------------------- | -------------------------------------------------------------- | -------------------------------------------------------------- |
| 14-15 listopada 1998 | Hamar                                                          | 1500 m (14 listopada)                                          | Ids Postma                                                     | Ådne Søndrål                                                   | Jeroen Straathof                                               |
| 14-15 listopada 1998 | Hamar                                                          | 5000 m (15 listopada)                                          | Gianni Romme Brigt Rykkje                                      |                                                                | Rintje Ritsma                                                  |
| 21-22 listopada 1998 | Heerenveen                                                     | 1500 m (21 listopada)                                          | Ådne Søndrål                                                   | Rintje Ritsma                                                  | Ids Postma                                                     |
| 21-22 listopada 1998 | Heerenveen                                                     | 10 000 m (22 listopada)                                        | Gianni Romme                                                   | Bart Veldkamp                                                  | Frank Dittrich                                                 |
| 12-13 grudnia 1998   | Nagano                                                         | 500 m (12 grudnia)                                             | Hiroyasu Shimizu                                               | Jeremy Wotherspoon                                             | Jan Bos                                                        |
| 12-13 grudnia 1998   | Nagano                                                         | 1000 m (12 grudnia)                                            | Jan Bos                                                        | Jun’ichi Inoue                                                 | Jeremy Wotherspoon                                             |
| 12-13 grudnia 1998   | Nagano                                                         | 500 m (13 grudnia)                                             | Jeremy Wotherspoon                                             | Casey Fitzrandolph                                             | Kuniomi Haneishi                                               |
| 12-13 grudnia 1998   | Nagano                                                         | 1000 m (13 grudnia)                                            | Jan Bos                                                        | Ådne Søndrål                                                   | Jeremy Wotherspoon                                             |
| 19-20 grudnia 1998   | Chuncheon                                                      | 500 m (19 grudnia)                                             | Jeremy Wotherspoon                                             | Jegal Sung-yeol                                                | Jun’ichi Inoue                                                 |
| 19-20 grudnia 1998   | Chuncheon                                                      | 1000 m (19 grudnia)                                            | Jeremy Wotherspoon                                             | Paweł Abratkiewicz                                             | Jason Parker                                                   |
| 19-20 grudnia 1998   | Chuncheon                                                      | 500 m (20 grudnia)                                             | Jeremy Wotherspoon                                             | Mike Ireland                                                   | Michael Künzel                                                 |
| 19-20 grudnia 1998   | Chuncheon                                                      | 1000 m (20 grudnia)                                            | Jeremy Wotherspoon                                             | Ådne Søndrål                                                   | Jason Parker                                                   |
| 8-10 stycznia 1999   | 96. mistrzostwa Europy w wieloboju 1999 – Heerenveen           | 96. mistrzostwa Europy w wieloboju 1999 – Heerenveen           | 96. mistrzostwa Europy w wieloboju 1999 – Heerenveen           | 96. mistrzostwa Europy w wieloboju 1999 – Heerenveen           | 96. mistrzostwa Europy w wieloboju 1999 – Heerenveen           |
| 20-21 stycznia 1999  | 30. Mistrzostwa świata w wieloboju sprinterskim 1999 – Calgary | 30. Mistrzostwa świata w wieloboju sprinterskim 1999 – Calgary | 30. Mistrzostwa świata w wieloboju sprinterskim 1999 – Calgary | 30. Mistrzostwa świata w wieloboju sprinterskim 1999 – Calgary | 30. Mistrzostwa świata w wieloboju sprinterskim 1999 – Calgary |
| 23-24 stycznia 1999  | Innsbruck                                                      | 1500 m (23 stycznia)                                           | Ådne Søndrål                                                   | Jan Bos                                                        | Roberto Sighel                                                 |
| 23-24 stycznia 1999  | Innsbruck                                                      | 5000 m (24 stycznia)                                           | Bart Veldkamp                                                  | Bob de Jong                                                    | Rintje Ritsma                                                  |
| 26-27 stycznia 1999  | Collalbo                                                       | 500 m (26 stycznia)                                            | Jeremy Wotherspoon                                             | Erben Wennemars                                                | Yukinori Miyabe                                                |
| 26-27 stycznia 1999  | Collalbo                                                       | 1000 m (26 stycznia)                                           | Jan Bos                                                        | Jakko Jan Leeuwangh                                            | Jeremy Wotherspoon                                             |
| 26-27 stycznia 1999  | Collalbo                                                       | 500 m (27 stycznia)                                            | Jeremy Wotherspoon                                             | Kuniomi Haneishi                                               | Jan Bos                                                        |
| 26-27 stycznia 1999  | Collalbo                                                       | 1000 m (27 stycznia)                                           | Jan Bos                                                        | Yukinori Miyabe                                                | Jakko Jan Leeuwangh                                            |
| 30-31 stycznia 1999  | Berlin                                                         | 500 m (30 stycznia)                                            | Jeremy Wotherspoon                                             | Yukinori Miyabe                                                | Mike Ireland                                                   |
| 30-31 stycznia 1999  | Berlin                                                         | 1500 m (30 stycznia)                                           | Ådne Søndrål                                                   | Ids Postma                                                     | Hiroyuki Noake                                                 |
| 30-31 stycznia 1999  | Berlin                                                         | 1000 m (31 stycznia)                                           | Jakko Jan Leeuwangh                                            | Yukinori Miyabe                                                | Jeremy Wotherspoon                                             |
| 30-31 stycznia 1999  | Berlin                                                         | 5000 m (31 stycznia)                                           | Ids Postma                                                     | Bart Veldkamp                                                  | René Taubenrauch                                               |
| 6-7 lutego 1999      | 93. mistrzostwa świata w wieloboju 1999 – Hamar                | 93. mistrzostwa świata w wieloboju 1999 – Hamar                | 93. mistrzostwa świata w wieloboju 1999 – Hamar                | 93. mistrzostwa świata w wieloboju 1999 – Hamar                | 93. mistrzostwa świata w wieloboju 1999 – Hamar                |
| 27-28 lutego 1999    | Roseville                                                      | 500 m (27 lutego)                                              | Jeremy Wotherspoon                                             | Jan Bos Grunde Njøs                                            |                                                                |
| 27-28 lutego 1999    | Roseville                                                      | 1000 m (27 lutego)                                             | Jan Bos                                                        | Jeremy Wotherspoon                                             | Yukinori Miyabe                                                |
| 27-28 lutego 1999    | Roseville                                                      | 500 m (28 lutego)                                              | Kuniomi Haneishi Jeremy Wotherspoon                            |                                                                | Toyoki Takeda                                                  |
| 27-28 lutego 1999    | Roseville                                                      | 1000 m (28 lutego)                                             | Jeremy Wotherspoon                                             | Toyoki Takeda                                                  | Jan Bos                                                        |
| 6-7 marca 1999       | Inzell                                                         | 1500 m (6 marca)                                               | Rintje Ritsma                                                  | Jakko Jan Leeuwangh                                            | Ådne Søndrål                                                   |
| 6-7 marca 1999       | Inzell                                                         | 5000 m (7 marca)                                               | Rintje Ritsma                                                  | Bob de Jong                                                    | Gianni Romme                                                   |
| 12-14 marca 1999     | 4. mistrzostwa świata na dystansach 1999 – Heerenveen          | 4. mistrzostwa świata na dystansach 1999 – Heerenveen          | 4. mistrzostwa świata na dystansach 1999 – Heerenveen          | 4. mistrzostwa świata na dystansach 1999 – Heerenveen          | 4. mistrzostwa świata na dystansach 1999 – Heerenveen          |

#### Klasyfikacje
| Lp. | Zawodnik           | Punkty |
| --- | ------------------ | ------ |
| 1.  | Jeremy Wotherspoon | 530    |
| 2.  | Casey Fitzrandolph | 278    |
| 3.  | Mike Ireland       | 269    |
| 4.  | Jan Bos            | 252    |
| 5.  | Jun’ichi Inoue     | 247    |
| 6.  | Kuniomi Haneishi   | 229    |
| 7.  | Toshiyuki Kuroiwa  | 229    |
| 8.  | Grunde Njøs        | 206    |
| 9.  | Yukinori Miyabe    | 166    |
| 10. | Paweł Abratkiewicz | 166    |

| Lp. | Zawodnik            | Punkty |
| --- | ------------------- | ------ |
| 1.  | Jeremy Wotherspoon  | 450    |
| 2.  | Jan Bos             | 345    |
| 3.  | Yukinori Miyabe     | 323    |
| 4.  | Jason Parker        | 262    |
| 5.  | Erben Wennemars     | 256    |
| 6.  | Janne Hänninen      | 244    |
| 7.  | Paweł Abratkiewicz  | 238    |
| 8.  | Jakko Jan Leeuwangh | 199    |
| 9.  | Jun’ichi Inoue      | 180    |
| 10. | Toshiyuki Kuroiwa   | 165    |

| Lp. | Zawodnik         | Punkty |
| --- | ---------------- | ------ |
| 1.  | Ådne Søndrål     | 275    |
| 2.  | Ids Postma       | 211    |
| 3.  | Rintje Ritsma    | 170    |
| 4.  | Jeroen Straathof | 163    |
| 5.  | Hiroyuki Noake   | 161    |
| 6.  | Jan Bos          | 128    |
| 7.  | Wadim Sajutin    | 115    |
| 8.  | Roberto Sighel   | 113    |
| 9.  | Christian Breuer | 113    |
| 10. | Jason Parker     | 111    |

| Lp. | Zawodnik         | Punkty |
| --- | ---------------- | ------ |
| 1.  | Bart Veldkamp    | 204    |
| 2.  | Bob de Jong      | 192    |
| 3.  | Frank Dittrich   | 174    |
| 4.  | Gianni Romme     | 169    |
| 5.  | Rintje Ritsma    | 158    |
| 6.  | René Taubenrauch | 147    |
| 7.  | Wadim Sajutin    | 140    |
| 8.  | Ids Postma       | 133    |
| 9.  | Kjell Storelid   | 133    |
| 10. | Brigt Rykkje     | 130    |